# Journals of the Damned
Journals of the Damned es una caja recopilatoria de la banda  estadounidense de heavy metal Mötley Crüe, lanzado en 2008. El álbum incluye los primeros 5 álbumes de la banda, y el álbum Saints of Los Angeles de 2008 como bonus.

## Lista de canciones

### Disco 1:Too Fast For Love
1. "Live Wire" (Nikki Sixx)
2. "Come On and Dance" (Sixx)
3. "Public Enemy #1" (Sixx, Lizzie Grey)
4. "Merry-Go-Round" (Sixx)
5. "Take Me to the Top" (Sixx)
6. "Piece Of Your Action" (Vince Neil, Sixx)
7. "Starry Eyes" (Sixx)
8. "Too Fast For Love" (Sixx)
9. "On With The Show" (Neil, Sixx)

### Disco 2:Shout at the Devil
1. "In the Beginning" (Geoff Workman)
2. "Shout at the Devil" (Nikki Sixx)
3. "Looks That Kill" (Sixx)
4. "Bastard" (Sixx)
5. "God Bless the Children of the Beast" (Mick Mars)
6. "Helter Skelter" (John Lennon, Paul McCartney)
7. "Red Hot" (Mars, Vince Neil, Sixx)
8. "Too Young to Fall in Love" (Sixx)
9. "Knock 'Em Dead, Kid" (Neil, Sixx)
10. "Ten Seconds to Love" (Neil, Sixx)
11. "Danger" (Mars, Neil, Sixx)

### Disco 3:Theatre of Pain
1. "City Boy Blues" (Nikki Sixx)
2. "Smokin' in the Boys Room" (Cover de Brownsville Station)
3. "Louder Than Hell" (Sixx)
4. "Keep Your Eye On The Money" (Sixx)
5. "Home Sweet Home" (Sixx)
6. "Tonight (We Need A Lover)" (Sixx)
7. "Use It Or Lose It" (Sixx)
8. "Save Our Souls" (Sixx)
9. "Raise Your Hands To Rock" (Sixx)
10. "Fight For Your Rights" (Sixx)

### Disco 4:Girls, Girls, Girls
1. "Wild Side" (Letra por: Nikki Sixx. Música por: Nikki Sixx, Vince Neil & Tommy Lee)
2. "Girls, Girls, Girls" (Letra por: Nikki Sixx. Música por: Nikki Sixx, Tommy Lee & Mick Mars)
3. "Dancing On Glass" (Letra y música por: Nikki Sixx & Mick Mars)
4. "Bad Boy Boogie" (Letra y música por: Nikki Sixx, Mick Mars & Tommy Lee)
5. "Nona"
6. "Five Years Dead" (Letra y música por: Nikki Sixx)
7. "All In The Name Of..." (Letra y música por: Nikki Sixx & Vince Neil)
8. "Sumthin' For Nothing" (Letra y música por: Nikki Sixx & Vince Neil)
9. "You're All I Need" (Letra y música por: Nikki Sixx & Tommy Lee)
10. "Jailhouse Rock" (En vivo) (Originalmente cantada por Elvis Presley)

### Disco 5:Dr. Feelgood
1. "T.N.T. (Terror 'N Tinseltown)" - 0:42
2. "Dr. Feelgood" (Mick Mars, Nikki Sixx)
3. "Slice of Your Pie" (Sixx, Mars)
4. "Rattlesnake Shake" (Mars, Sixx, Vince Neil, Tommy Lee)
5. "Kickstart My Heart" (Sixx)
6. "Without You" (Sixx, Mars)
7. "Same Ol' Situation (S.O.S.)" (Lee, Sixx, Neil, Mars)
8. "Sticky Sweet" (Mars, Sixx)
9. "She Goes Down" (Mars, Sixx)
10. "Don't Go Away Mad (Just Go Away)" (Sixx, Mars)
11. "Time For Change" (Sixx, Donna McDaniel)

### Disco 6:Saints of Los Angeles
1. "L.A.M.F" (Nikki Sixx, James Michael, DJ Ashba y Marti Frederiksen)
2. "Face Down in the Dirt" (Sixx, Michael, Ashba, Frederiksen)
3. "What's It Gonna Take" (Sixx, Michael, Ashba, Frederiksen)
4. "Down at the Whiskey" (Sixx, Michael, Ashba, Frederiksen)
5. "Saints of Los Angeles" (Sixx, Michael, Ashba, Frederiksen)
6. "Mutherfucker of the Year" (Sixx, Mick Mars, Michael, Ashba, Frederiksen)
7. "The Animal in Me" (Sixx, Mars, Michael, Ashba, Frederiksen)
8. "Welcome to the Machine" (Sixx, Michael, Ashba, Frederiksen)
9. "Just Another Psycho" (Sixx, Mars, Michael, Ashba, Frederiksen)
10. "Chicks = Trouble" (Sixx, Mars, Michael, Ashba, Frederiksen)
11. "This Ain't a Love Song" (Sixx, Mars, Tommy Lee, Michael, Frederiksen)
12. "White Trash Circus" (Sixx, Mars, Michael, Ashba, Frederiksen)
13. "Goin' Out Swingin'" (Sixx, Michael, Ashba, Frederiksen)